# Помпорник
Помпорник – мемристор је први замислио 1971. године, теоретичар кола Леон Чуа као још непостојећу нелинарну пасивну двополну електричну компоненту, која се односи на везу електричног наелектрисања и магнетног флукса. Међутим, постоји доказ у основама термодинамике који резонује да такав хипотетични помпорник као компонента не може да има двојника у чврстом стању у физичкој реалности.
Леон Чуа је у скорије време утврдио да дефиниција може бити уопштена да покрије све облике двополних постојаних меморијских уређаја заснованих на ефекту промене отпора мада су неки докази експеримената супротни овој тврднји, будући да је ефекат непасивне нанобатерије приметан у меморији са променљивим отпором. Чуа је такође тврдио да је помпорник најстарији познати елемент кола чији ефекти претходе отпорнику, кондензатору и индуктору. Различите фирме раде на стваранју помпорника, уклјучујући и Хјулит Пакард, СК Ханиа и ХРЛ лабораторије.
Тим ХП лабораторије је 2008. године тврдио да је пронашао Чуов непостојећи помпорник, на основу анализа танког филма титанијум диоксида. Међутим, изражене су сумње о овим анализама. Ови уређаји су намењени за употребу у наноелектронским меморијама, логици рачунара и неуроморфним рачунарским конструкцијама. Октобра 2011, тим је најавио комерцијалну доступност технологије помпорника и да ће у року од 18 месеци бити замена за Флеш, ССД, ДРАМ и SRAM. Према најскоријим проценама технологија ће постати комерцијално доступна око 2018. У марту 2012, тим истраживача из ХРЛ Лабораторија сам Мичигенског УНИВЕРЗИТЕТА је најавио први низ помпорника који функционише изграђен на CMOS чипу.

## Порекло
У свом раду из 1971, Чуа је извео концептуалну симетрију између нелинарног отпорника (напон против струје) нелинеарног кондензатора )напон против наелектрисанја) и нелинеарног индуктора (веза магнетног флукса против струје). Онда је предложио могућност помпорника као другог основног нелинеарног елемента кола повезујући везу магнетног флукса и наелектрисанја. Супротно линеарном (или нелинеарном) отпорнику помпорник има динамичну везу између струје и напона уклјучујући и меморију о прошлим напонима или струји. Други научници су предложили отпорнике динамичне меморије као што је помпорник Бернарда Видроуа, али Чуа је покушао да уведе математичку општост.
Отпор помпорника зависи од интеграла инпута применјеног на терминалима (пре него на непосредну вредност инпута као у варистору). Пошто се елемент „сећа“ количине струје која је последнја прошла кроз нјега, Чуа га је зато назвао „мемристора“. Други начин описиванја помпорника је да је он било који пасивни двополни елемент електричног кола која одржава функционалну везу између интеграла времена (зване наелектрисанје) и интеграла времена напона (често називаног и флукс. Пошто је повезан са магнетним флуксом). Хагиб ове функције се назива мемристанса М и слична је променјивој отпора. Међутим, помпорници контролисани исклјучива струјом или напоном не могу да постоје у физичкој стварности зато што би онда функционисали у конфликту са основним законима неизједначене термодинамике.
Дефиниција помпорника је заснована искљуциво на основама промењивих кола струје и напона и њухових интеграла времена, као што су отпорник, кондензатор и индуктор. За разлику од ова три елемента, која су дозвољена у непромењивом линеарном времену или ЛТИ теорији система, помпорници о којима је реч имају дихамичка функција са меморијом у могу бити описани као нека функција наелектрисања мреже. Не постоји тако нешто као што је цтандардни помпорник. Уместо тога, уређај сваки изводи одређену функцију, где саставни напона одређује саставни струје, ја обрнуто. Помпорник непромењивог линеарног времена са константном вредношћу за М је само уобичајан отпорник. Као и друге двополне компоненте уређаји који се користе у стварном свету никад Нису искључиво помпорници ("Идеални помпорник") него такође испољавају неку количину капацитативности, отпора и индуктивности.

## Дефиницја и критике помпорника
Према оригиналној теорији из 1971. године помпорник је четврти основни елемент кола који ствара нелинеарну везу између електричног наелектрисања и везе магнетног флукса. Чуа је 2011. говорио о широј дефиницији која укључује све двополне постојане меморијске уређаје засноване на пребацивању отпора. Вилијамс је тврдио да су МРАМ, ПЦМ и РРАМ технологије помпорника. Други научници су тврдили да биолошке структуре као што су крв и кожа одговарају дефиницији. Неки су тврдили да су меморијски уређаји које ХП лабораторије покушавају да развију и други облици РРАМ помпорнички системи, али као део шире класе система промењивог отпора и да је шира дефиниција помпорника научно неоправдано наметање које фаворизује ХП-ове патенте за помпорник.
Мефелс и Шредер су навели да један од раних радова о помпорнику укључује погрешну претпоставку везану за јонску проводљивост. Мафелс и Сони су дискутовали о проблемима и питањима о реализацији помпорника. Они су тврдили да физика се иза ХП-овог модела помпорника сукобљава са основама о чврстим стањима електрохемије као и да спајање електронско/јонских дифузионих струја није узето у обзир. Поред тога, истакли су проблеме везане за основе неравномерне термодинамике: једначине динамичког стања формулисане за помпорнике као што је ХП-ов помпорник, наговештавају могућност непостојаности Ландаеровог принципа о минималној количини енергије потребне да промени “информацију“ у систему. Ова критика је подржана од стране Ди Вентра и Першина.
Постојано складиште информација захтева постојање енергетских баријера које одвајају одређена стања меморије једног од другог. Помпорници чија стања отпора (меморија) зависе само од струје (као ХП-ов помпорник) или историје напона, не би могли да заштите своја стања меморије од неизбежних флуктуација и тим претрпели трајан губитак информација: предложени хипотетички концепт не обезбеђује физички механизам, онемогућавајући таквим системима да задрже стања меморије после примењене струје или напона напрезање је уклоњено. Такви елементи, према томе, не могу да постоје, зато што би увек били подложни такозваној “стохастичкој катастрофи“.
Други истраживачи су приметили да модели помпорника засновани на претпоставци линеарне средње брзине јона нису одговорне за асиметрију између одређеног времена (мењање напона од високог ка ниском) и деривативног времена (мењање напона од ниског ка високом) и не даје конзистентне вредности покретљивости јона са експерименталним подацима. Модели нелинеарне средње брзине јона су предложени да би се компензовао овај недостатак.
Мартин Рејнолдс инжињер аналитичар електротехнике са опремом за истраживање Гартнер изјавио је да док су у ХП-у били неодговорни у давању имена помпорник свом уређају, критичари су били превише ситничави кад су рекли да то није помпорник.

## Експериментални тестови за помпорнике
Чуа је предложио експерименталне тестове за одређивање да ли уређај може бити адвектно категоризован као помпорник.
- Лисажуова крива у равни напон-струја је петља деформисане хистерзе када је покретана од стране било ког биполарног периодичног напона или струје без освртања на почетне услове
- Ова област сваког крила петље пинцхед хистетерзиса како се фреквенција форсираног сигнала повећава.
- Пошто фреквенција тежи бесконачности петља хистерзиса се мења у праву линију кроз извор чији нагиб зависи од амплитуде и облика форсираног сигнала.

Према Чуау све меморије промењивог отпора укључујући РеРАМ, МРАМ и ПЦМ испуњавају ове критеријуме и зову се помпорницима. Међутим, недостатак података за Лисажуове криве за већи опсег почетних услова или за већи опсег фреквенција, компликује процене ове тврдње.
Експериментални докази показују да отпорничка меморија на бази редукције кисеоника (РеРАМ) укључује нанобатеријски ефекат који је у супротности са Чуовим моделом помпорника. Ово указује на то да теорија помпораника треба да буде проширена да би омогућила прецизно приказивање модела РеРАМ.

## Теорија
Помпорник је у почетку дефинисан нелинеарни функционални однос између везе магнетног флукса Φm(t) и количине електричног наелектирсања које је протекло, q(t):
{\displaystyle f(\mathrm {\Phi } _{\mathrm {m} }(t),q(t))=0}
Променљива Φm ("веза магнетног флукса") је изведена из карактеристика индукатора кола. Она не представља магнетно поље овде. Њено физичко значење је описано у даљем тексту. СимболΦm се може сматрати интегралом напона по протеку времена. У односу између Φм и q извођење једног у односу на другог зависи од вредности једног или другог, па је тако сваки помпорник карактеризован својом функцијом мемристансе описујући брзину промене флукса у зависности од опсега промене наелектрисања.
{\displaystyle M(q)={\frac {\mathrm {d} \Phi _{m}}{\mathrm {d} q}}}
Замењујући флукс који је интеграл времена напона и наелектрисање које је интеграл времена струје погоднијом формом је
{\displaystyle M(q(t))={\cfrac {\mathrm {d} \Phi _{m}/\mathrm {d} t}{\mathrm {d} q/\mathrm {d} t}}={\frac {V(t)}{I(t)}}}
Да би се повезао помпорник за отпорник, кондензатор и индуктор, од помоћи је изоловати члан М(q) који описује уређај и написати га као диференцијалну једначину.
| Уређаји     | Карактерна особине(јединице)        | Диференцијална једначина |
| ----------- | ----------------------------------- | ------------------------ |
| Отпорник    | Отпор(V per A, or Ом, Ω)            | R = dV / dI              |
| Кондензатор | Капацитативност(C per V, or Фарадs) | C = dq / dV              |
| Пригушница  | Индуктивност( Wb по A, или Хенри)   | L = dΦm / dI             |
| Помпорник   | Помпорнист(Wb per C, or Ом)         | M = dΦm / dq             |

Табела изнад укључује све значајне односе диференцијала I, Q, Φm, and V. Ниједан уређај не може да повеже dI са dq, или dΦm са dV, зато што је I изведено од Q and Φm је интеграл V.
Може се закључити из овога да је мемристанса резистанца зависна од наелектрисања. Ако је M(q(t)) константа онда добијамо Омов закон R(t) = V(t)/ I(t). Ако M(q(t)) није тривијално, међутим, једначина није еквивалент зато што q(t) и M(q(t)) могу да варирају временом. Решавање напона као функције времена даје
{\displaystyle V(t)=\ M(q(t))I(t)}
Ова једначина открива да мемристанса дефинише линеаран однос између струје и напона докле год се М на мења са наелектрисањем. Струја која је различита од нуле указује на постојање наелектрисање које се мења кроз време. Наизменична струја, међутим може открити линеарну зависност у операцијама кола уносећи самерљив напон без кретања наелектрисања мреже – докле год максимална промена q не изазива много мењања М.
Штавише, помпорник је статичан ако кроз њега не пролази струја. Ако је I(t) = 0 проналазимо да је V(t) = 0, а M(t) је константа. Ово је основа меморијског ефекта.
Карактеристика утрошка енергије поништава карактеристику отпораника, I2R.
{\displaystyle P(t)=\ I(t)V(t)=\ I^{2}(t)M(q(t))}
Докле год M(q(t))) мало варира као што то чини под наизменичном струјом, помпорник ће изгледати као константни отпорник. Ако M(q(t)) брзо порасте, струја и утрошак енергије ће брзо стати.
M(q) је физички ограничено тако да је позитивно за све вредности q (под претпоставком да је уређај пасиван и да не постаје суперпроводљив за неко q). Негативна вредност би значила да био он непрестано доводио енергију када ради са наизменичном струјом.
Истраживања из ХП лабораторије из 2008, довела су до модела за мемристансу базиран на танким филмовима титанијум диоксида. За Рукључено<<Рискључено функција мемеристансе је одређена
{\displaystyle M(q(t))=R_{\mathrm {OFF} }\cdot \left(1-{\frac {\mu _{v}R_{\mathrm {ON} }}{D^{2}}}q(t)\right)}
Где Rискључено представља стање високог отпора, Rукључено представља стање ниског отпора, μv представља покретљивост примеса у танком филму, а Д представља дебљину филма. Тим ХП лабораторија је назначио да су “функције окна“ неопходне ради компензације разлика између експерименталних мерења и њиховог модела помпорника због нелинеарне средње брзине јона и ефекта ограничења.

## Операција прекидача
За неке помпорнике примењена струја или напон изазивају поприличну промену у отпору. Такви уређаји се могу окарактерисати као прекидачи проверавајући време и енергију који се морају потрошити да би се достигла жељена промена у отпору. Ово подразумева да примењени напон остаје константан. Решавање расипања енергије у току једног прекидачког догађаја открива да за помпорник да пребаци Rукључено на Rискључено у времену Тукључено на Тискључено, наелектрисање мора да се промени за ΔQ = Qукључено – Qискључено
{\displaystyle E_{\mathrm {switch} }=\ V^{2}\int _{T_{\mathrm {off} }}^{T_{\mathrm {on} }}{\frac {\mathrm {d} t}{M(q(t))}}=\ V^{2}\int _{Q_{\mathrm {off} }}^{Q_{\mathrm {on} }}{\frac {\mathrm {d} q}{I(q)M(q)}}=\ V^{2}\int _{Q_{\mathrm {off} }}^{Q_{\mathrm {on} }}{\frac {\mathrm {d} q}{V(q)}}=\ V\Delta Q}
Замењивањем V=I(q)M(q), затим ∫dq/V = ∆Q/V константом V добија се коначни израз. Ова карактеристика енергије се у основи разликује од карактеристике енергије метал оксидног полупроводног транзистора који се базира на кондензаторима. За разлику од транзистора коначно стање помпорника што се тиче наелектрисања не зависи од напона поларизације.
Врста помпорника описана од стране Вилијамса више није идеална пошто се пребацио његов читав опсег отпора стварајући хистерзу што је још названо “режим бинарног прекидача“. Још једна врста прекидача би имала циклично М(q) тако да сваки искуључен-укључен догађај треба да буде праћен укључен-искључен догађајем који је константно бинаран. Такав уређај би се понашао као помпорник у свим условима али би био мање практичан.

## Помпорничкии системи
Помпорник је генерализован у помпорничке системе у Чуовом раду из 1976. Где помпорник има математички скаларно стање, систем има векторско стање. Број промењивих стања је независан од броја терминала.
Чуа је применио овај модел да би емпиријски посматрао феномен укључујући Хочкин-Хакслијев модел аксона и термистор на константној собној температури. Он је такође описао помпорничке системе преко складишта енергије и лако посматраних електричних карактеристика. Ове карактеристике могу одговарати отпорничким РАМ меморијама што повезује теорију са активним областима истраживањима;
У нешто ширем концепту н-тог реда помпорничког система дефинишуће једначине су:
{\displaystyle y(t)=g({\textbf {x}},u,t)u(t),}
{\displaystyle {\dot {\textbf {x}}}=f({\textbf {x}},u,t)}
где је u(t) инпут сигнал, y(t)) аутпут сигнал, и вектор x представља сет промењивих n стања описујући уређај, g и f су трајне функције. За помпорнички систем контролисан струјом, сигнал у(т) представља сигнал струје за и(т), а сигнал y(т) представља сигнал напона сигнала в(т). За поомпорнички систем контролисан струјом сигнал у(т) представља напон сигнала в(т), а сигнал y(т) представља струју сигнала и(т).
Чист помпорник је посебан случај ових једначина, наиме када x зависи само од наелектрисања (x꞊q) и пошто је наелектрисање повезано са струјом преко временски изведеног дq/дт꞊и(т). Према томе, чисти помпорници ф (тј ниво промене стања) морају бити једнаки или пропорционални струји и(т).

## Деформисана хистерза
Једно од резултујућих својстава помпорника и помпорничких система је постојање ефекта деформисане хистерзе. За помпорнички систем контролисан струјом инпут u(t) је струја за i(t), аутпут y(t) је напон за v(t), а нагиб криве представља електрични отпор. Промене у нагибу криве деформисане хистерзе приказује прелазак између стања различитих отпора што је феномен централни за РеРАМ и друге форме двополарних напонских меморија. На високим фреквенцијама, помпорничка теорија предвиђа да ће се ефекат деформисане хистерзе променити резултујући правом линијом која представља линеарни отпорник. Доказано је да су неки типови неукрштених крива деформисане хистерзе (назначен Тип-ИИ) не могу бити описани помпорницима.

## Продужени помпорнички системи
Неки истраживачи су поставили питање научне легитимности ХП-овог модела помпорника за објашњавање понашања РеРАМ и предложили су продужене помпорничке моделе ради исправљања примећених недостатака.
Један пример покушаја да се продужи оквир помпорничког система укључујући динамичке системе који обухватају изводе вишег нивоа од инпут сигнала u(t) као серије продужења .
{\displaystyle y(t)=g_{0}({\textbf {x}},u)u(t)+g_{1}({\textbf {x}},u){\operatorname {d} ^{2}u \over \operatorname {d} t^{2}}+g_{2}({\textbf {x}},u){\operatorname {d} ^{4}u \over \operatorname {d} t^{4}}+...+g_{m}({\textbf {x}},u){\operatorname {d} ^{2m}u \over \operatorname {d} t^{2m}},}
{\displaystyle {\dot {\textbf {x}}}=f({\textbf {x}},u)}
где је m позитиван цео број, u(t) је инпут сигнал, y(t) је аутпут сигнал, вектор x представља сет промењивих н стања које описују уређај, а функције г и ф су непрекинуте функције. Ова једначина даје исте криве нултог пресека хистерзе као и помпорнички системи али са различитом фреквенцијом одговора од оне коју предвиђају помпорнички системи.
Други пример указује на узимање код З вредности а у обзир за посматрање ефекта нанобатерије што се коси са ефектом нултог пресека деформисане хистерзе који је предвиђен.

## Имплементација

### Помпорник од титанијум диоксида
Интересовање за помпорник је оживело када је Р. Стенли Вилијамс из Хјулит Пакарда објавио верзију експерименталног чврстог стања. Овај чланак је први који је илустровао да уређаји чврстог стања могу имати карактеристике помопорника засноване на понашању наноскале танких филмова. Уређај не користи ни магнетни флукс као што теоретски помпорник наводи на помисао, нити складишти напон као кондензатор, али уместо тога, он остварује отпор зависан од порекла струје.
Мада није наведено у ХП-овим првим извештајима о њиховом TiO2 помпорнику, карактеристике промене отпора титнијум диоксида су првобитно описане 1960-их.
ХП-ов уређај се састоји од танког (50 нм) филма титанијум диоксида између две електроде дебеле 5 нм, једне титанијумске, друге од платине. У почетку постојала су два слоја титанијум диоксида од којих је један имао благо смањење атома кисеоника. Пражњење кисеоника као носиоца наелектрисања значи да осиромашени слој има много мањи отпор него неосиромашени слој. Када је електрично поље примењено, пражњења кисеоника је просечно (види Брзи јонски проводник), мењајуће границе између високо-отпорних и ниско-отпорних слојева. Тако отпор филмова као целина зависи од количине наелектрисања које пролази кроз њега у оређеном правцу, што је реверзибилно због мењања правца струје. Пошто ХП-ов уређај приказује брзу проводљивост јона на наноскали, он се сматра нанојонским уређајем.
Мемристанса се приказује само када и обогаћени слој и осиромашени слој доприносе отпору. Када довољно наелектрисања прође кроз помпорник тако да се јони више не могу кретати, уређај улази у хистерзу. Он престаје да интегрише q=∫Идт, већ задржава q на горњој граници, а М фиксним, па се тако понаша као константа отпора све док се струја не обрне.
Апликација танких оксидних филмова на меморије је активна област истраживања већ неко време. IBM је објавио чланак 2000, о структурама сличним онима које је описао Вилијамс. Самсунг има амерички патент за прекидаче на бази губљења оксида сличним онима које је описао Вилијамс. Вилијамс је такође имао спремну пријаву за амерички патент који се односио на конструкцију помпорника.
У априлу 2010, ХП лабораторије су објавиле да имају произведене помпорнике који раде на 1нс (~ 1GHz) мењајући времена и величине 3нм пута 3нм, сто предвиђа добру будућност технологији. Са овим густинама он би лако био ривал актуелној под-25нм технологији флеш меморије.

## Полимерски помпорник
Године 2004, Кригер и Шпицер су описали динамичко додавање полимера и неорганских диелектријских матерјала што је побољшало карактеристике пребацивања и задржавања које је неопходно за стварање функционалних постојаних меморијских ћелија. Користили су пасивни слој изнеђу електроде и активне танке филмове који појачавају извлачење јона из електроде. Могуће је користити брзи проводник јона овог пасивног слоја који дозвољава значајно смањење поља извлачења јона.
У јулу 2008, Ерокин и Фонтана тврдили су да су развили полимерски помпорник пре него што је развијен недавно најављен помпорник од титанијум диоксида.
Године 2012 Крупи, Прадан и Тозер описали су доказ концептуалног дизајна за стварање неуросинаптичког кола меморије котистећи органске помпорнике на бази јона. Синаптичко коло је показало дугорочни потенцијал за учење као и за заборављање на основу неактивности. Користећи решетку кола, шема светла је ускладиштена и касније призвана. Ово опонаша понашање V1 неурона у примарном визуелном кортексу који се понашају као просторно-временски филтери који обрађују виртуелне сигнале као што су ивице и покретне линије.

## Фероелектрични помпорник
Фероелектрични помпорник је заснован на танкој фероелектричној баријери која се налази између две металне електроде. Мењање поларизације фероелектричног материјала користећи позитивни или негативни напон преко споја може довести до два реда величине варијације отпора: Rискључено ˃˃Rукључено(ефекат познат као тунел електро отпора). Генерално се поларизација не мења изненада. Обртање се догађа постепено кроз нуклеацију и раст фероелектричних домена са супротном поларизацијом. За време овог процеса отпор није ни Rукључено ни Rискључено, већ је између. Када напон кружи, конфигурација фероелектричног домена напредује дозвољавајући фина подешавања вредности отпора. Главне предности фероелектричног помпорника су да динамика фероелектричног домена може бити подешавана пружајући могућност да се одговор помпорника модификује и да варијације отпора због чисто електричних феномена поткрепљују поузданост уређаја пошто нема озбиљне промене структуре материјала.

### Спинтронични помпорник
Чен и Ванг истраживачи за произвођача диск погона Seagate Technolgy описали су три примера могућих магнетних помпорника. У једном уређају јавља се отпор када је спин електрона у једном делу уређаја окренут у супротном правцу од другог дела стварајући “доменски зид“, границу између два дела. Електрони који улазе у уређај имају одређени спин који мења стање магнетизације уређаја. Променом магнетизације се редом покрећу доменски зид и промене у напону. Важност овог рада је довела до интервјуа од стране IEEE Спеkтрум-а. Први експериментални доказ спинтроничног помпорника заснованог на покретима доменског зида због спина струја у споју магнетног тунела дат је 2011.
Обртни моменат трансфера спина магнетног отпора
Обртни моменат трансфера спина МРАМ је веома познати уређај који исказује помпорничко понашање. Отпор зависи од магнетног стања споја магнетног тунела, тј од релативне магнетизације везе између две електроде. Ово се може регулисати обртним моментом спина идукованим протоком струје кроз спој. Међутим, дужина времена протока струје кроз спој одређује количину потребне струје, тј. наелектрисање је кључна промењива.
Уз то Кшиштечко и други објавили су да спој магнетног тунела базиран на MgO показује помпрничко понашање на средњем пражњења кисеоника у оквиру изолованог МгО слоја (промена напона). Према томе комбинација обртног момента трансфера спина и промене напона води до помпорничког система другог реда описаног стањем вектора x=(x1,x2) где 'x1 описује магнетно стање електрода , и x2 обележава стање отпора MgO barijere. У овом случају промена x1 је струјно контролисана (обртни моменат спина постоји због велике густине струје) док промена x2 је напонски контролисана (средње пражњење кисеоника постоји због високо електричних поља). Присуство оба ефекта у споју помпорничког магнетног тунела водила је до идеје о наноскопском систему синапса–неурон.

### Спин помпорнички систем
Суштински различити механизам за помпорничко понашање је предложен од стране Першина и Ди Вентра. Аутори показују да одређени типови полупроводничких спитроничких структура припадају широкој класи помпорничких система како су их дефинисали Чуа и Канг. Механизам помпорничког понашања у таквим структура се у потпуности заснива на степену слободе спина електрона који дозвољава погоднију контролу од јонског транспорта у наноструктурама. Када се параметар спољне контроле (као што је напон) промени, прилагођавање поларизације електронског спина се одлаже због дифузионог и релаксационог процеса које изазивају хистерзу. Овај резултат је био очекиван у проучавању издвајања спина на полупроводним/ феромагнетним интерфејсима, али није описан као помпорничко понашање. У кратком временском опсегу ове структуре се понашају скоро као идеални помпорник. Овај резултат проширује могући опсег примене полупроводничких спинтроника и чини корак унапред за будуће примене.

## Потенцијалне примене
Вилијамсов помпорник чврстог стања може бити комбинован у уређаје зване нанотранзистори који би могли да замене танзисторе у рачунарима будућности, због њихове много веће густине струје.
Постоји могућност да се они претворе у неизбрисивне меморије чврстог стања које би омогућавале већу густину података од хардрајвова са приступним временом сличним ДРАМ, замењујући обе компоненте. ХП је направио прототип нанотранзисторске меморије која може да прими 100 гигабита по квадратном сантиметру и предлаже контурни 3Д дизајн (који се састоји од 1000 слојева или 1 петабит по цм3). У мају 2008, ХП је пријавио да тај уређај постиже тренутно око једне десетине брзине ДРАМ. Отпор уређаја би се читао уз помоћ наизменичне струје тако да сторнирана вредност не би била угрожена. У мају 2012, објављено је да је приступно време побољшано на 90 наносекунди ако не и брже од савремених флеш меморија, док се користи један проценат енергије.
Патенти помпорника укључују примену у програмабилној логици, обради сигнала, [Хеуронске мреже[|неуронским мрежама]], контролним системима и реконфигурацијском прорачуну, неурорачунарском интерфејсу и РФИД. Помпорнички уређаји имају могућност употребе за логичку импликацију памћења дозвољавајући замењивање логичког израчунавања на бази ЦМОС. Објављено је неколико раних радова о томе.
Године 2009, једноставно електронско коло које се састојало од ЛЦ мреже и помпорника употребљено је као модел за експерименте адаптивног понашања једноћелијских организама. Показано је да када је подвргнуто низу периодичних пулсева коло учи и предвиђа следећи пулс слично понашању слузаве буђи Пхyсарум полyцепхалум где је вискозитет канала у цитоплазми реаговао на периодичне промене окружења. Примена таквих кола може укључивати нпр, препознавање обрасца. Пројекат ДАРПА СyНАПСЕ из ХП лабораторија у сарадњи са неуроморфном лабораторијом Бостонског универзитета је спроведен да би се развиле неуроморфне структуре које би се могле базирати на помпорничким системима. Године 2010, Версаче и Чендлер су описали МоНЕТА (модуларно неурални покретни истраживач) модел. МоНЕТА је прва далекоопсежна неуронска мрежа направљена да примени кола читавог мозга ради снабдевања виртуелног и роботског фактора користећи помпорнички хардвер. Примена помпорничке нанотранзисторске структуре у конструкцији аналогног система непрецузног израчунавања је приказана од стране Мерик-Бајата и Шуракија. Године 2011, они су показали како се може комбиновати помпорнички нанотранзистор са расплинутом логиком да би се направио аналогни помпорнички неуро-расплинути рачунарски систем са расплинутим терминалима инпута и аутпута. Учење се базира на стварању расплинутих односа инспирисаним Хебиановим правилом учења.
Године 2013. Леон Чуа је објавио упутство истичући широк опсег сложених феномена и примена опсега помпорника и како они могу бити употребљени као постојане аналогне меморије и могу опонашати класичне феномене навикавања и учења.

## Помпорнички кондензатори и помпорнички индуктори
Године 2009, Ди Вентра, Першин и Чуа су проширили појам помпорничких система на кондензаторске и индуктивне елементе у форми помпорничких кондензатора и помпорничких индукутора, чија својства зависе од стања и порекла система што су Ди Вентра и Першин даље проширили 2013.

## Временска оса

### 1808
За сер Хамфрија Дејвија је Леон Чуа тврдио да је вршио прве експерименте приказујући ефекте помпорника.

### 1960
Бернард Видроу је измислио је термин помпорник. (тј меморијски отпорник – мемристор) да би описао компоненте ране вештачке неуронске мреже зване АДАЛИНЕ.

### 1968
Аргал објављује чланак показујући ефекте промене отпора ТиО2 за који се касније, 2008, тврдило од стране Хјулит Пакарда да је доказ помпорника.

### 1971
Леон Чуа је поставио постулате за нови елемент двополног кола описаног односима између наелектрисања и везе флукса као четвртог основног елемента кола.

### 1976
Чуа и његов студент Сунг Мо Канг генерализовали су теорију помпорника и помпорничких система укључујући и особину нултог пресека Лисажуове криве описујући понашање струја насупрот напона.

### 2007
10. априла издат је амерички патент 7.203.789. Он је описивао промене довполног отпора сличне помпорницима у реконфигурацијском прорачуну структура.
27. новембра издат је амерички патент 7.302.513. Он је описивао примену промена двополног отпора сличну помпорницима у обради сигнала и препознавању образаца.

### 2008
15. априла издат је амерички патент 7.359.888. укључујући и полагање права на наноскаларну промену двополног отпора нанотранзисторског низа напарављеног као неуронска мрежа.
1. маја Струков, Шнајдер и Вилијамс објавили су чланак у Природи описујући везу између понашања двополног отпора откривеног у наноскаларним системима и помпорницима.
26. августа издат је амерички патент 7.417.271 укључујући полагање права на уређај описан у чланку у Природи од стране Струкова и других.
28. октобра издат је амерички патент 7.443.711 укључујући основно полагање права на промену подесног наноскаларног двополног отпора.

### 2009
23. јануара Ди Вентра Першин и Чуа проширили су појам помпорничких система на кондензаторске и индуктивне елементе, у ствари на кондензаторе и индукторе чија својства зависе од стања и порекла система.
1. маја Ким и други описали су новооткривени материјал за помпорнике на бази магнетитних наночестица и предложили проширење модела помпорника укључујући и временски зависни отпор и временски зависни капацитет.
13. јула Муте је описао коло препознавања образаца заснованог на помпорницима које је обављало аналогне варијације ексклузивних логички еквивалентних функција. Предложена је структура кола таква да се заобиђе Вон Нојманова структура – ВонНојманово сужење за процесоре
које се користи у системима роботске контроле
4. август Чои и други су описали физичку реализацију низа помпорника неуронских синапси који се може електрично модификовати.

### 2010
8. априла Боргети и други описали су низ помпорника који је демострирао могућност да обавља логичке операције.
20 .априла меморија доступног садржаја базирана на помпорницима (МЦАМ) је уведена.
1. јуна Муте је изнео да је интерпретацију помпорника као четвртог основног елемента била нетачна и да је уређај из ХП лабораторије био део шире класе помпорничког система.
31. августа ХП је објавио да се здружио са Хyниx-ом ради производње комерцијалног производа прерађене “РеРАМ“.
7. децембра Со и Ко су развили хидрогелску форму помпорника за које се нагађало да ће бити корисна за конструкцију неурорачунарског интерфејса.

### 2011
У октобру Це је приказао плочу помпорника базирану на обради решења са потенцијалном применом као јефтину компоненту (није потребна батерија, снабдева се механизмима сакупљања енергије).

### 2012
23. марта ХРЛ лабораторије и Мичигенски универзитет приказали су први функционални низ помпорника направљен на ЦМОС чипу за примену у неуроморфној рачунарској структури.
31. јула Мефелс је критиковао генерализовани концепт помпорника.

### 2013
27. фебруара Томас и други конструисали су помпорник способан за учење. Овај приступ користи помпорнике као кључне елементе у нацрту за вештачки мозак.
23. априла Валов и други изнели су твдњу да тренутна теорија о помпорнику мора да се прошири за целу нову теорију да би се адекватно описали елементи промене отпора засновани на редукцији кисеоника (РеРАМ). Главни разлог је постојање нанобатерија у отпорничким променама заснованих на редукцији кисеоника што се коси са захтевом теорије помпорника за деформисану хистерзу.